# Michael Sailstorfer

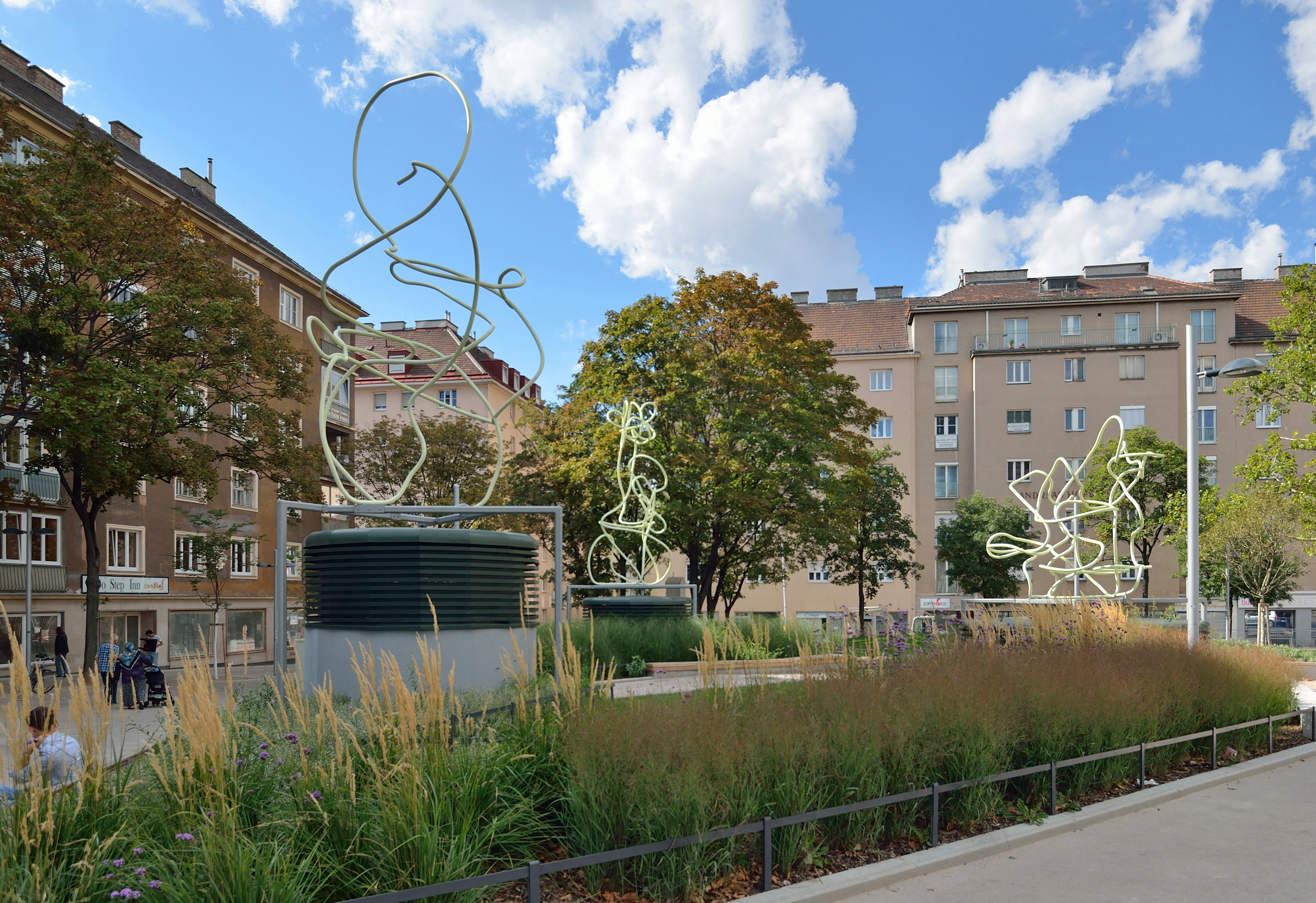
Huvudväg och sidovägar på Südtiroler Platz i Wieden i Wien, 2012

Michael Sailstorfer, född 12 januari 1979 i Velden i Bayern i Tyskland, är en tysk skulptör och installationskonstnär.
Michael Sailstorfer växte upp i Bayern son son till skulptören Josef Sailstorfer. Han studerade 1999–2005 på Akademie der Bildenden Künste München för bland andra Nikolaus Gerhart und Olaf Metzel och på Goldsmiths College på University of London (2003/2004). 
Han har skapat offentliga skulpturer i flera städer i Tyskland och Österrike. 
Michael Sailsttorfer har utformat logo för och skylten på Kaviarfactory i Henningsvær i Lofoten i Norge. 

## Bildgalleri

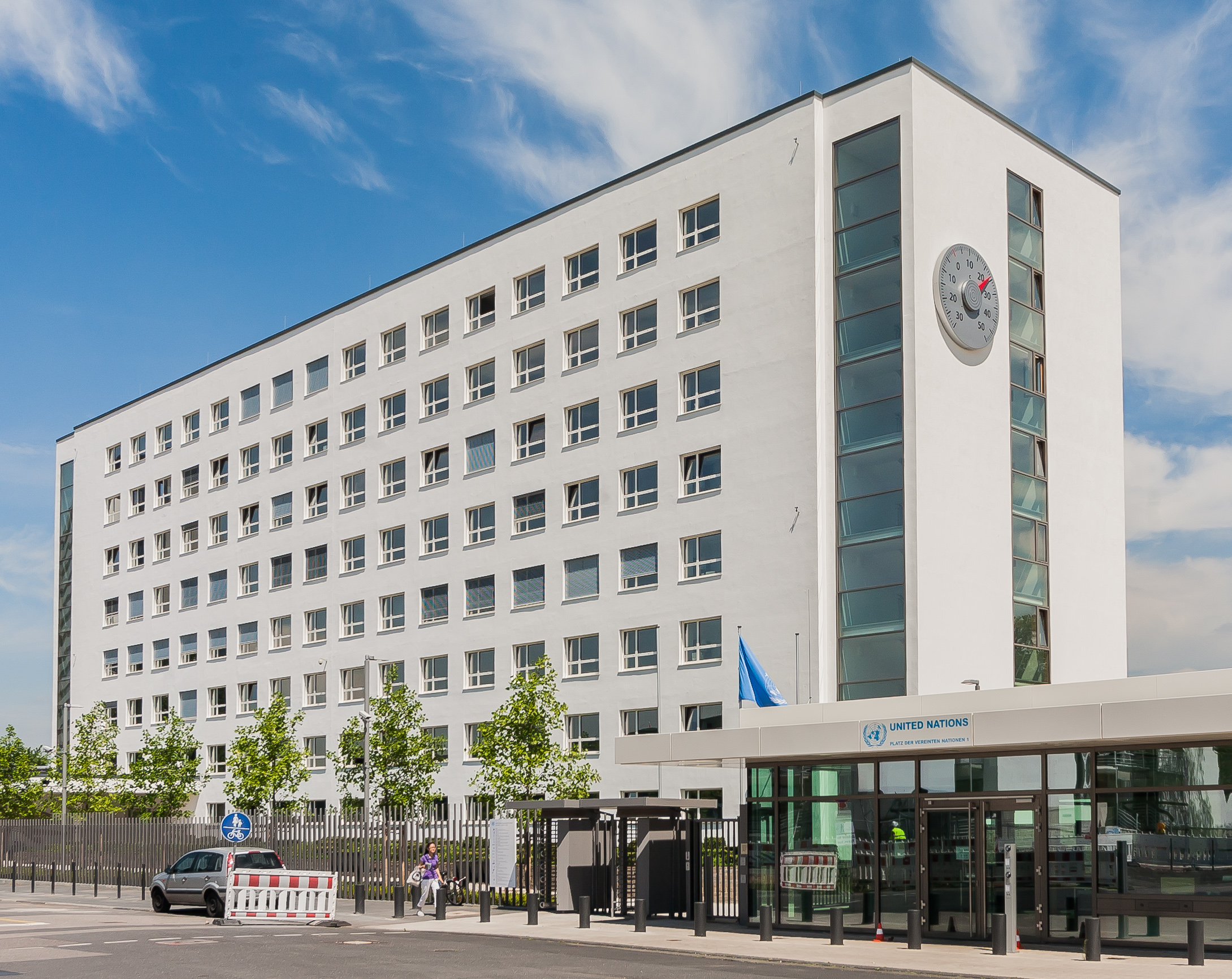
Utomhustermometer på Altes Abgeordnetenhochhaus i Bonn, 2012
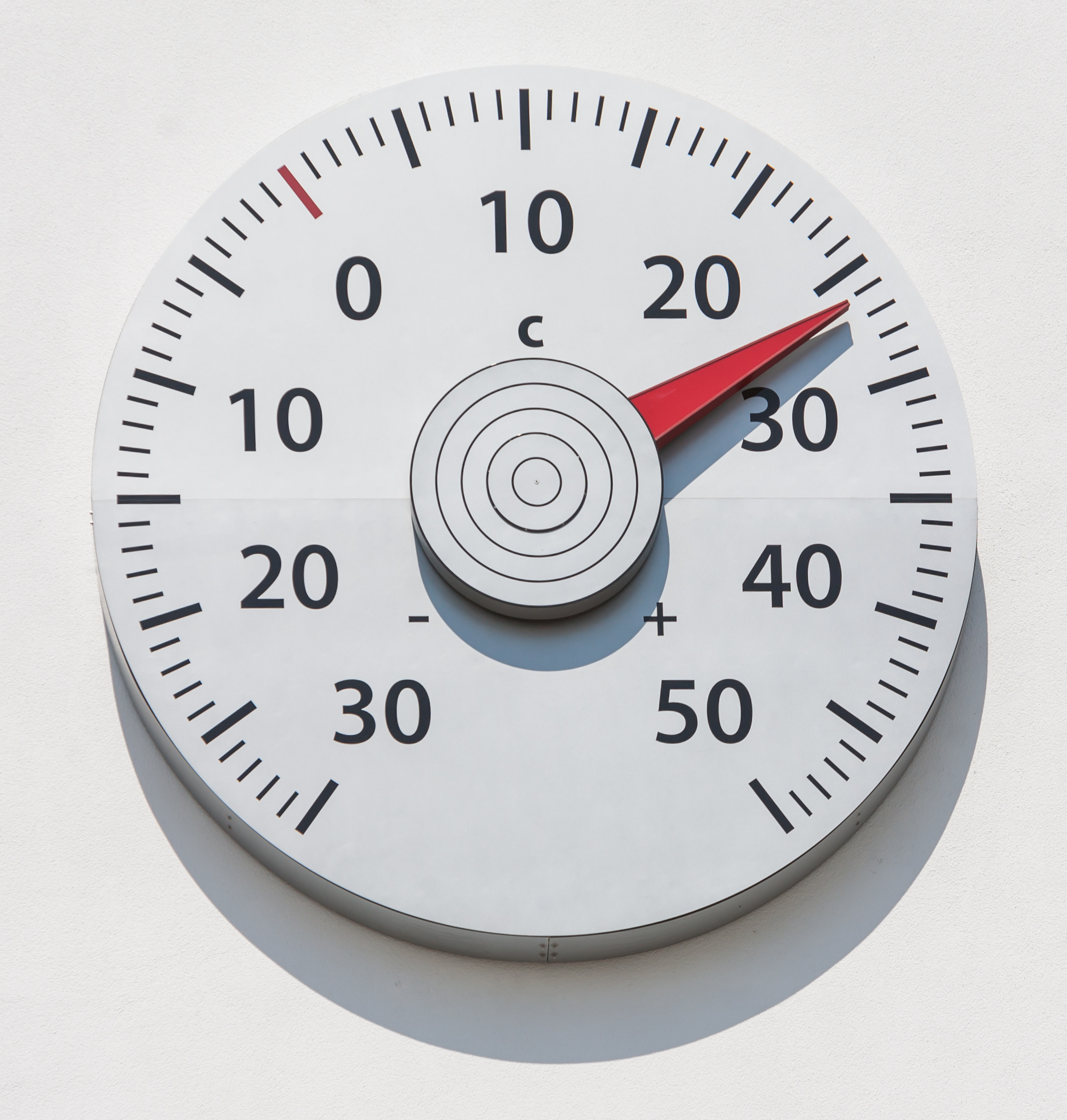
Utomhustermometer, 2012
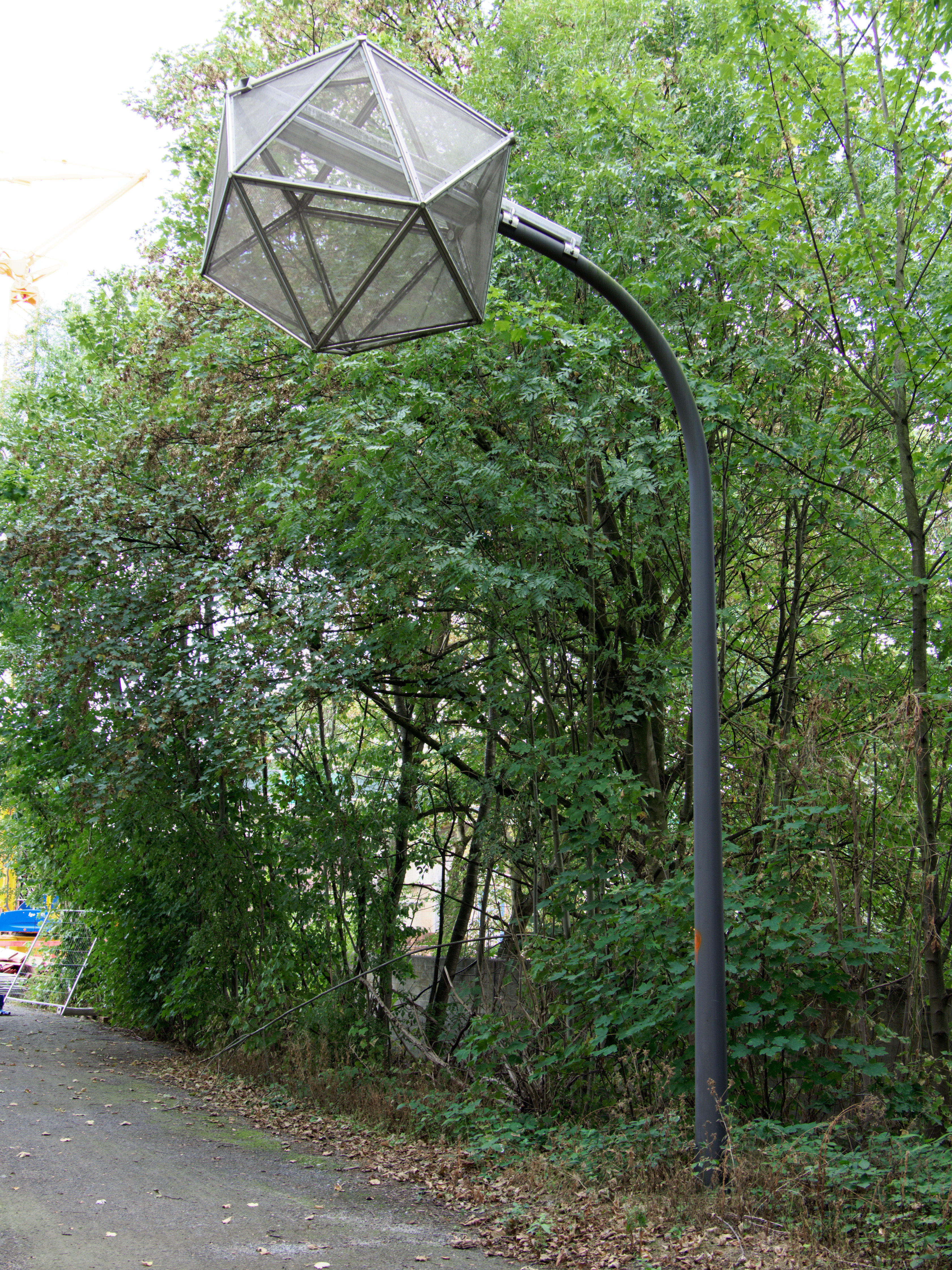
Mückenhäuser vid cykelväg  i Recklinghausen i Tyskland
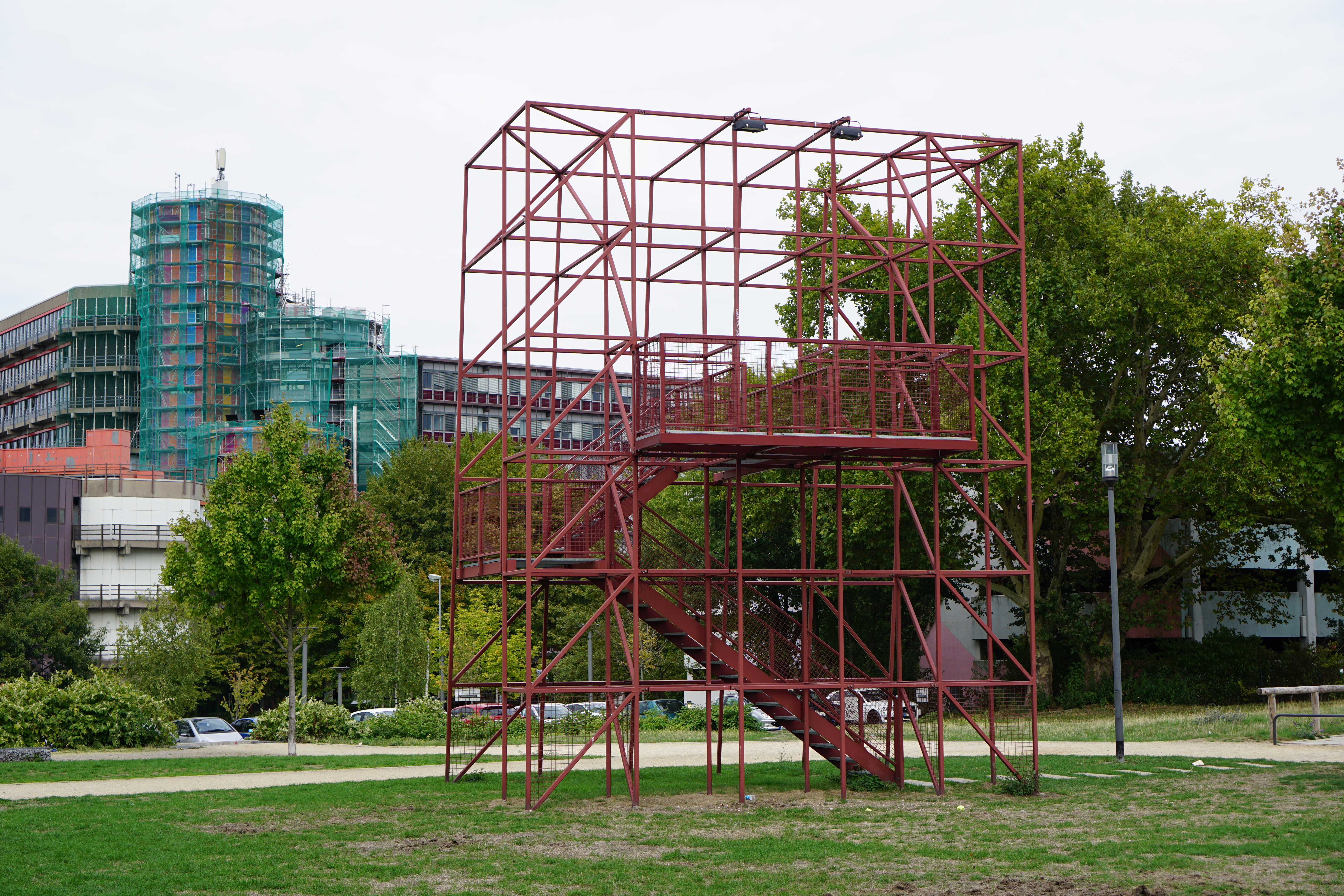
Sonnenseite i Essen
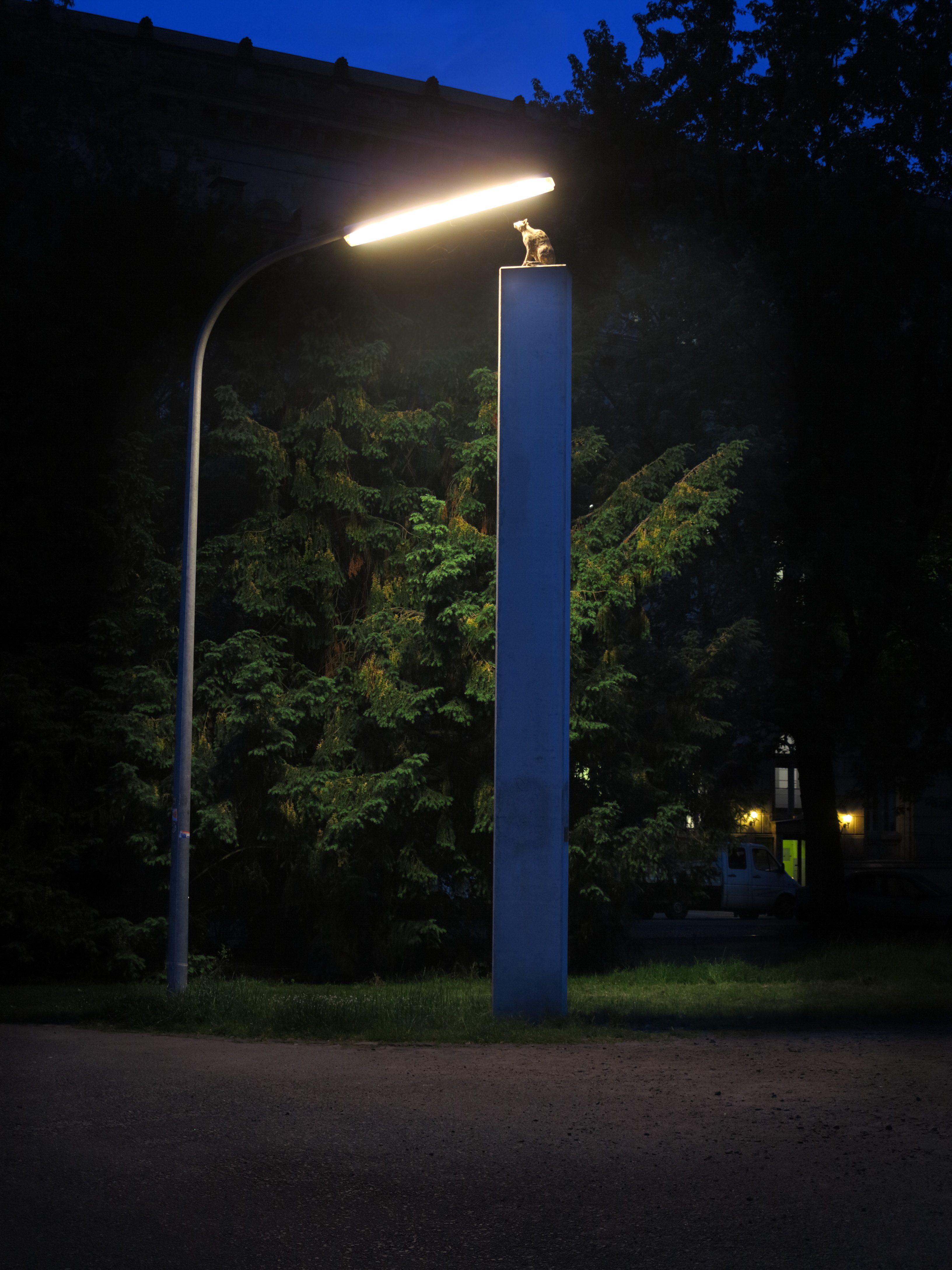
Solkatt i Braunschweig